# Балка Братениця
Балка Братениця, Братениця друга (рос. Б. Братеница) — балка (річка) в Україні у Золочівському й Богодухівському районі Харківської області. Ліва притока річки Братениці (басейн Дніпра).

## Опис
Довжина балки приблизно 9,22 км, найкоротша відстань між витоком і гирлом — 7,81  км, коефіцієнт звивистості річки — 1,18 . Формується декількома балками та загатами.

## Розташування
Бере початок на південній стороні від села Морозова Долина. Спочатку тече переважно на південний захід через села Гур'їв та Братеницю, далі тече переважно на північний захід і у селі Івано-Шийчине впадає у річку Братеницю, ліву притоку Ворскли.

## Притоки
- Балка Люта - ліва притока, впадає у селі Гур'їв
- Балка Капустина - ліва притока, впадає на східній околиці села Братениця

## Цікаві факти
- У XX столітті на балці існували молочно-, птахо- та свинотоварні ферми та декілька газових свердловин[4].